# Nikolaj Berdjajev
Nikolaj Aleksandrovitj Berdjajev (ryska: Николай Александрович Бердяев), född 18 mars 1874 (enl. n.s.; 6 mars enl. g.s.) i Kiev, död 24 mars 1948 i Clamart, var en rysk filosof.

## Biografi
Berdjajev föddes i en aristokratisk familj och läste under tonåren verk av Hegel, Schopenhauer och Kant. 1894 inledde han studier vid Kievs universitet, där han anslöt sig till den revolutionära studentrörelsen och blev marxist. Berdjajevs revolutionära engagemang gjorde dock att han relegerades och dömdes till tre års förvisning i Vologda 1897. Efter att ha avtjänat sitt straff flyttade han 1904 till Sankt Petersburg. Samtidigt vände han sig gradvis bort från den ortodoxa marxismen, och försökte under inflytande av bland andra Vladimir Solovjov förena marxism med kristendom.
Efter oktoberrevolutionen 1917 var Berdjajev kritisk till bolsjevikerna, bland annat på grund av deras ateism, och 1919 grundade han en privat akademi, Moskvas fria akademi för andlig kultur. 1920 blev han professor i filosofi vid Moskvauniversitetet, men 1922 utvisades han ur Ryssland och gick i exil i Berlin, där han grundade en akademi för filosofi och religion. Året därpå flyttade Berdjajev vidare till Paris, där han levde under resten av sitt liv och kom att publicera sina mest betydande verk. 

## Filosofi
Berdjajev betraktade sig som religions-, moral- och historiefilosof. Han betraktade friheten och skapandet som sina filosofiska huvudteman. Han företräder en frihetsbaserad och eskatologiskt färgad kristen tro präglad av Fjodor Dostojevskij, som han betraktade som en av sina främsta andliga inspirationskällor. Andra bestämningar av hans ideal är en personalistisk och frihetlig socialism. Han står också existentialismen och mysticismen nära. Berdjajevs tänkande bär dock en odiskutabel särprägel som gör det svårt att placera honom i några enkla kategorier. Berdjajev stod också i sin samtid utanför alla kollektiva strömningar; något som man kan finna väl dokumenterat i hans självbiografi Vägar till självkännedom.

## Utmärkelser
Asteroiden 4184 Berdyayev är uppkallad efter honom.